# Radio Attività
Radio Attività – włoskie radio z siedzibą w Trieście założone 1 kwietnia 1977. Swoim zasięgiem obejmuje całą prowincję Triest, część prowincji Gorycja oraz przybrzeżne obszary Istrii.